# Videoklip
Videoklip (hovorově také jen klip) je krátkometrážní audiovizuální dílo (film), jehož zvukovou složkou je v celé nebo podstatné míře záznam uměleckého výkonu hudebního díla (písně). Obrazová složka má těsný vztah k hudbě, kterou doprovází, ať už svou náladou nebo přímo dějem vyjádřeným v textu skladby. Na rozdíl od běžné filmové hudby je ovšem u videoklipu zvuková složka primární, a teprve podle ní je vytvářena složka vizuální.
Většina videoklipů využívá podobných filmových technik a postupů, časté jsou přímo záběry hudebníků hrajících dotyčnou píseň, kombinace záběrů ze studia, koncertu, různých exteriérů z města či přírody apod. Často v klipu vystupuje zpěvák či zpěvačka v nějaké roli, během níž zpívá text písně; nebo kombinace obojího. U některých žánrů jsou běžné také taneční scény. Některé umělečtější videoklipy mohou mít i charakter abstraktního krátkého filmu ilustrujícího děj či jen náladu písně.
Kromě „oficiálních“ videoklipů pořízených přímo interpretem nebo producentem dané písně, existují také neoficiální klipy vytvářené nadšenci a fanoušci, např. pro účel vystavení písně na portál YouTube. Tyto videoklipy mají různou úroveň od zcela primitivních, složených např. ze sekvence několika tematických fotografií, až po propracovaná profesionální filmová díla.
Videoklipy jsou hlavní náplní vysílání tzv. hudebních televizí, mezi které patří například MTV. K jejich rozšíření došlo právě díky těmto televizním stanicím v 80. letech. Od roku 1984 organizuje hudební stanice MTV ocenění MTV Video Music Awards. V rámci udílení těchto cen se také vyhlašuje kategorie Videoklip roku.

## Filmové písničky
Faktickým předchůdcem dnešních videoklipů se již koncem 50. let se staly tzv. filmové písničky, což byly krátké televizní filmy respektive televizní filmové klipy obsahující vždy jednu písničku.
Tony Bennett ve své autobiografii tvrdí, že vytvořil "první hudební video", když byl v Londýně v roce 1956 nafilmován jak kráčí kolem jezera Serpentine v Hyde Parku, výsledek byl spojen se skladbou Stranger in Paradise. Klip byl předán televizním stanicím ve Velké Británii a v USA a byl vysílán mimo jiné v show Dicka Clarka American Bandstand.
V roce 1957 vzniklo v USA hudební video Jailhouse Rock v rámci stejnojmenného filmu Jailhouse Rock (Vězeňský rock), ve kterém hraje a zpívá Elvis Presley. Presleyho postava, Vince Everett, je uvězněn za zabití v hospodské rvačce a po podmínečném propuštění se vydá na hudební dráhu. V rámci filmu natočí také filmovou písničku Jailhouse Rock (ve studiu, před kamerami, v symbolických kulisách vězení), ovšem toto hudební video tak není samostatným klipem, ale součástí celovečerního filmu.
Nejstarší filmovou písničkou na světě, blízkou pojetím dnešním videoklipům je Dáme si do bytu z roku 1958, ve které zpívala herečka Irena Kačírková společně s Josefem Bekem.
. Tato píseň (hudba: Vlastimil Hála text: Vratislav Blažek) byla původně součástí filmu Snadný život (1957), kde ji zpívali Jiří Suchý a Josef Zíma, ovšem nedlouho po uvedení do kin byla dodatečně z filmu vystřižena po zásahu cenzorů.
Do dnešních dob se dochovalo hned několik výrazných hitů či šlágrů z dílny Divadla Semafor resp. Jiřího Suchého a Jiřího Šlitra, většina z nich byla v České televizi již mnohokrát reprízována a později vyšla i na DVD. Filmové písničky točili i renomovaní filmoví režiséři, např. režisér filmu Starci na chmelu Ladislav Rychman či režisérská dvojice Vladimír Svitáček a Ján Roháč známá, mimo jiné, z filmu Kdyby tisíc klarinetů.